# Siniechowo
Siniechowo [ɕiɲeˈxɔvɔ] (Đức Schinchow) là một ngôi làng ở quận hành chính của Gmina Wolin, trong Kamień County, Zachodniopomorskie, ở tây bắc Ba Lan. Nó nằm khoảng 7 kilômét (4 mi) phía nam của Wolin, 23 km (14 mi) phía tây nam Kamie Kam Pomorski và 41 km (25 mi) phía bắc thủ đô khu vực Szczecin.
Làng có dân số 70.